# Sarracín
Sarracín es un municipio y localidad española de la provincia de Burgos, en la comunidad autónoma de Castilla y León, comarca de Alfoz de Burgos, partido judicial de Burgos.
Tiene un área de 9,61 km² con una población de 292 habitantes (INE 2007) y una densidad de 30,39 hab/km².

## Geografía
Forma parte de la comarca Alfoz de Burgos y se sitúa a 11 kilómetros del centro de la capital burgalesa. Está atravesado por la autovía del Norte entre los pK 226 y 229 y es el punto de origen de la N-234 que une Burgos con Soria y el Levante español. El pueblo se alza a 868 metros sobre el nivel del mar y se encuentra a orillas del río de los Ausines, tributario del Arlanzón. El relieve del territorio es el característico de la altiplanicie castellana, llano con ondulaciones que llegan a alcanzar los 900 metros de altura. 
| Noroeste: Villariezo        | Norte: Villariezo, Saldaña de Burgos | Noreste: Saldaña de Burgos     |
| Oeste: Villariezo           |                                      | Este: Modúbar de la Emparedada |
| Suroeste: Arcos de la Llana | Sur: Cogollos                        | Sureste: Revillarruz           |

Posición estratégica, a 8 kilómetros de la capital, junto a Saldaña y en el camino natural desde Burgos hacia el Sur, por la dehesa de Arguijo o Monte de la Abadesa, que desciende el Alto de la Varga y llegaba a la villa para seguir su andadura hacia el Arlanza y el Duero, hoy autovía del Norte A-1 de Madrid a Irún. Los caminantes que no seguían de frente, giraban a la izquierda hacia la zona de Lara, tierras sorianas, Aragón y Levante, por la actual N-234 (Burgos-Soria-Sagunto).

## Historia
Vinculada a la familia Sarrazino, su nombre aparece por primera vez el 23 de enero de 963 en el Becerro de Cardeña. El obispo don Sarrazino y el diácono también Sarrazino, firman un documento donde el abad don Mancio entrega al monasterio de San Pedro de Cardeña un pequeño monasterio familiar con el título de Santa María, junto al río Cavia, en un lugar que llaman "villa de Sarrazino": "...in flumine Kabia, locum que vocitant Villa de Sarrazino".
En el altozano que cobija al pueblo se construyó un castillo o torre que en documentos medievales va unido a Sarracín y así podemos leer CASTRIEL o CASTRILLO DE SARRACIN.
Lugar que formaba parte de la Jurisdicción de Saldañuela en el partido de Burgos. Tenía jurisdicción de señorío que ejercía entonces el Marqués de Lazán, quien nombraba alcalde pedáneo.

## Demografía
Sarracín cuenta con una población de 264 habitantes (INE 2024).
| Gráfica de evolución demográfica de Sarracín entre 1842 y 2021                                                        |
| |
| Población de derecho según los censos de población del INE. Población de hecho según los censos de población del INE. |

## Patrimonio
- Palacio de Saldañuela, Monumento Nacional desde el 4 de junio de 1931, de siglos XVII-XVIII. Bello palacio renacentista de Doña Isabel de Osorio,[6] hermosa dama de la Corte de Felipe II, con quien, dicen, tuvo dos hijos. Situado al Este del núcleo urbano, a 1 km, siguiendo la Carretera Sagunto–Burgos (N-234). Propiedad de Caja Burgos.
- Iglesia de San Pedro Apóstol.
- Ermita del Santo Cristo de los Buenos Temporales, o Convento de Sancti Spíritu fundado por Dª Isabel de Osorio, de frailes Trinitarios, redentores de cautivos en tierras de moros, la fiesta de la Santísima Trinidad culmina con “la Procesión del Santo Cristo”.
- Torre de los Salamanca, del siglo XV, conocida como palomar.
- Puente romano sobre el río Ausín, de paso en la ruta de la lana.